# Manternach
Manternach é uma comuna do Luxemburgo, pertence ao distrito de Grevenmacher e ao cantão de Grevenmacher.

## Demografia
Dados do censo de 15 de fevereiro de 2001:
- população total: 1.322
  - homens: 636
  - mulheres: 686

- densidade: 47,76 hab./km²
- distribuição por nacionalidade:

| Nacionalidade  | População | %      |
| -------------- | --------- | ------ |
| luxemburgueses | 1.020     | 77,16% |
| estrangeiros   | 302       | 22,84% |
| - portugueses  | 94        | 7,11%  |
| - franceses    | 18        | 1,36%  |
| - italianos    | 5         | 0,38%  |
| - belgas       | 16        | 1,21%  |
| - alemães      | 70        | 5,30%  |
| - iuguslavos   | 26        | 1,97%  |
| - outros       | 73        | 5,52%  |

- Crescimento populacional:

| Ano        | População |
| ---------- | --------- |
| 15/02/2001 | 1.322     |
| 01/01/2002 | 1.373     |
| 01/01/2003 | 1.451     |
| 01/01/2004 | 1.498     |
| 01/01/2005 | 1.540     |